# Outernet
Outernet és una tecnologia que permet l'accés lliure a Internet a través d'una constel·lació de baix cost de diferents microsatèl·lits CubeSat que orbiten la Terra. El projecte el va llançar Syed Karim, director d'innovació de l'empresa MDIF (Media Development Investment Fund: Fons d'inversions pel desenvolupament de mitjans de comunicació).
El debut d'Outernet va ser el 2015. Encara que, oferir la web via satèl·lit a llocs que no hi arriben línies de comunicació habituals no és una idea nova, però fins ara és una solució amb un cost elevat i que en molts casos tampoc assegura una gran velocitat. Mantenir outernet funcionant tindria uns costos que hauríem de mantenir any per any.
Persones d'arreu del món, per mitjà de smartphones van participar en la selecció i priorització dels continguts que seran transmesos. El MDIF ha sol·licitat a la NASA utilitzar l'Estació Espacial Internacional però provar la seva tecnologia, però ha estat rebutjada al juliol del 2014. Avui, un 60% de la població mundial no té accés a internet. L'economia i la política són els principals problemes que sofreixen el seu avanç, per això, encara s'aposta per donar forma definitiva a l'Outernet.